# Saison 6 de La Voix
La saison 6 de La Voix est diffusée du 11 février 2018 au 6 mai 2018 sur TVA et est animée par Charles Lafortune. Seul Éric Lapointe est de retour comme coach pour une cinquième année consécutive, tandis que Garou, Lara Fabian et Alex Nevsky remplacent Marc Dupré, Isabelle Boulay et Pierre Lapointe. 

## Équipes
Légendes
- Éliminé lors des Duels
- Volé par un autre coach lors des duels
- Éliminé lors des chants de bataille
- Éliminé lors des directs
- Éliminé lors de la demi-finale
- 4e place
- 3e place
- 2e place
- Gagnant

| Coachs               | Top 48          | Top 48                     | Top 48              | Top 48                   | Top 48             | Top 48            | Top 48 |
| -------------------- | --------------- | -------------------------- | ------------------- | ------------------------ | ------------------ | ----------------- | ------ |
| Alex Nevsky          |                 |                            |                     |                          |                    |                   |        |
| Yann Brassard        | Édouard Lagacé  | Antoine Lachance           | Ben Alexander       | Mario Cyr                | Cherry Lena        | Chadia Kikondjo   |        |
| VanWho               | Elodie Bégin    | Deidra Chois et Ben Cherry | Lydia Sutherland    | Karelle Girard-Huneault  | Élisabeth Alain    | Nicolas Grynzspan |        |
| Éric Lapointe        |                 |                            |                     |                          |                    |                   |        |
| Jonathan Freeman     | Karine Labelle  | Alex Météore               | Stéphanie Veillette | Jesse Proteau            | Cherylyn Toca      | Rebecka Lussier   |        |
| Samuel Jean          | Chadia Kikondjo | Valérie Arsenault          | Noémie Lafortune    | Miranda Martin           | Jérome Casabon     | Emmanuel Creis    |        |
| Lara Fabian          |                 |                            |                     |                          |                    |                   |        |
| Miriam Baghdassarian | Félix Lemelin   | Kelly Bado                 | Elodie Bégin        | Jean-Alexandre Boisclair | Redgee             | Leah West         |        |
| Pamela Boyer         | Yann Brassard   | Josh Adams                 | Chloé Doyon         | Krystel Mongeau          | Julien Charbonneau | Katrina Robert    |        |
| Garou                |                 |                            |                     |                          |                    |                   |        |
| Yama Laurent         | Samuel Babineau | Carl Miguel Maldonado      | Jordane Labrie      | Sami Chaouki             | Chloé Doyon        | Emma Lépine       |        |
| Josh Adams           | Kelly Bado      | Samuel Jean                | Karine Labelle      | Maude Brodeur            | Sabrina Ramos      | Ceeko             |        |

## Déroulement

### Les auditions à l'aveugle

#### Épisode 1
Performance de groupe : Sous le vent (Garou), On leur a fait croire (Alex Nevsky), N'importe quoi (Éric Lapointe), Je t'aime (Lara Fabian)
| Ordre | Participant (âge, ville)                        | Chanson                                    | Choix | Choix | Choix | Choix |
| Ordre | Participant (âge, ville)                        | Chanson                                    | Alex  | Éric  | Lara  | Garou |
| ----- | ----------------------------------------------- | ------------------------------------------ | ----- | ----- | ----- | ----- |
| 1     | Yama Laurent (27 ans, Montréal)                 | Forever Young - Bob Dylan                  |       |       |       |       |
| 2     | Krystel Mongeau (21 ans, Saint-Malo)            | Stand by Your Man - Tammy Wynette          |       |       |       | —     |
| 3     | Fred Beauchamp (18 ans, Mandeville)             | Passe-moé la puck - Les Colocs             | —     | —     | —     | —     |
| 4     | Ben Alexander (29 ans, Montréal)                | Tighten Up - The Black Keys                |       |       | —     | —     |
| 5     | Emma Lépine (17 ans, Chicoutimi)                | Milord - Édith Piaf                        |       |       |       |       |
| 6     | Rebecka Lussier (24 ans, Fontainebleau)         | La liste - Rose                            |       |       | —     | —     |
| 7     | Elodie Bégin (22 ans, Repentigny)               | The Sound of Silence - Simon and Garfunkel |       |       |       |       |
| 8     | Félix Lemelin (20 ans, Québec)                  | Maudite promesse - 2Frères                 |       |       |       | —     |
| 9     | Laurence Doire (18 ans, Blainville)             | Vivante - France D'Amour                   | —     | —     | —     | —     |
| 10    | Ceeko (33 ans, Vancouver, Colombie-Britannique) | Billie Jean - Michael Jackson              |       |       |       |       |
| 11    | Yana Rogozin (18 ans, Châteauguay)              | Adagio - Lara Fabian                       | —     | —     | —     | —     |
| 12    | Jonathan Freeman (24 ans, Sept-Îles)            | Heart Beats Slow - Angus & Julia Stone     |       |       |       |       |

#### Épisode 2
| Ordre | Participant (âge, ville)                                     | Chanson                                  | Choix | Choix | Choix | Choix |
| Ordre | Participant (âge, ville)                                     | Chanson                                  | Alex  | Éric  | Lara  | Garou |
| ----- | ------------------------------------------------------------ | ---------------------------------------- | ----- | ----- | ----- | ----- |
| 1     | Miriam Baghdassarian (18 ans, Montréal)                      | Little Me - Little Mix                   |       |       |       |       |
| 2     | Jesse Proteau (32 ans, Québec)                               | Unsteady - X Ambassadors                 |       |       | —     | —     |
| 3     | Marie-Lou Brière Berthelot (29 ans, Caplan)                  | Dans mon corps - Les Trois Accords       | —     | —     | —     | —     |
| 4     | Deidra Chois et Ben Cherry (22 ans/22 ans, Montréal/Toronto) | Electric Feel - MGMT                     |       |       |       |       |
| 5     | Michael Marois (29 ans, La Prairie)                          | Soulman - Ben l'Oncle Soul               | —     | —     | —     | —     |
| 6     | Jordane Labrie (24 ans, Québec)                              | Both Sides Now - Joni Mitchell           |       |       |       |       |
| 7     | Pamela Boyer (23 ans, Sherrington)                           | Que l'amour est violent - Garou          | —     | —     |       | —     |
| 8     | Antoine Lachance (31 ans, Montréal)                          | Fous n'importe où - Daniel Bélanger      |       |       |       |       |
| 9     | Karianne Gilbert (26 ans, Métabetchouan-Lac-à-la-Croix)      | Je ne suis qu'une chanson - Ginette Reno | —     | —     | —     | —     |
| 10    | Noémie Lafortune (21 ans, Montréal)                          | I Want You Back - The Jackson 5          | —     |       | —     |       |
| 11    | Redgee (21 ans, Montréal)                                    | Animals - Maroon 5                       | —     |       |       | —     |
| 12    | Anthony Roberge (26 ans, Saint-Fortunat)                     | Kamikaze - Patrice Michaud               | —     | —     | —     | —     |
| 13    | Kelly Bado (32 ans, Winnipeg, Manitoba)                      | Fallin' - Alicia Keys                    |       |       |       |       |
| 14    | Mario Cyr (20 ans, Laval)                                    | Can't Hold Us - Macklemore & Ryan Lewis  |       |       | —     | —     |

#### Épisode 3
| Ordre | Participant (âge, ville)                        | Chanson                                           | Choix | Choix | Choix | Choix |
| Ordre | Participant (âge, ville)                        | Chanson                                           | Alex  | Éric  | Lara  | Garou |
| ----- | ----------------------------------------------- | ------------------------------------------------- | ----- | ----- | ----- | ----- |
| 1     | Mathiew M. Tellier (26 ans, Québec)             | Diamonds Are Forever - Shirley Bassey             | —     | —     | —     | —     |
| 2     | Samuel Jean (28 ans, Québec)                    | Good People - Jack Johnson                        |       |       |       |       |
| 3     | Chadia Kikondjo (21 ans, Gatineau)              | This Train - Rosetta Tharpe                       |       |       |       | —     |
| 4     | Chloé Doyon (25 ans, Saint-Georges)             | Toutes les mamas - Maurane                        | —     | —     |       |       |
| 5     | Audrey Beauregard (16 ans, Les Cèdres)          | Un peu plus haut - Jean-Pierre Ferland            | —     | —     | —     | —     |
| 6     | Nicolas Grynzspan (29 ans, Québec)              | Georgia on My Mind - Ray Charles                  |       |       |       | —     |
| 7     | Valérie Arsenault (40 ans, Val-David)           | Je pars à l'autre bout du monde - Paul Daraîche   | —     |       | —     | —     |
| 8     | Julien Charbonneau (19 ans, Montréal)           | Prenons le large - Nadja                          |       |       |       |       |
| 9     | Treecy McNeil (25 ans, Blainville)              | Torn - Natalie Imbruglia                          | —     | —     | —     | —     |
| 10    | Josh Adams (23 ans, Sainte-Anne-de-Bellevue)    | Castle on the Hill - Ed Sheeran                   | —     |       |       | —     |
| 11    | Cherry Lena (22 ans, Montréal)                  | Loving You - Minnie Riperton                      |       |       |       |       |
| 12    | Jean-Philippe Couette (31 ans, Bellechasse)     | Le vent soufflait mes pellicules - Daniel Boucher | —     | —     | —     | —     |
| 13    | Maude Brodeur (15 ans, Saint-Paul-d'Abbotsford) | One and Only - Adele                              | —     |       | —     |       |
| 14    | Stéphanie Veillette (23 ans, Trois-Rivières)    | You Shook Me All Night Long - AC/DC               |       |       |       |       |

#### Épisode 4
| Ordre | Participant (âge, ville)                           | Chanson                            | Choix | Choix | Choix | Choix |
| Ordre | Participant (âge, ville)                           | Chanson                            | Alex  | Éric  | Lara  | Garou |
| ----- | -------------------------------------------------- | ---------------------------------- | ----- | ----- | ----- | ----- |
| 1     | Jean-Alexandre Boisclair (28 ans, Drummondville)   | Not In That Way - Sam Smith        |       |       |       |       |
| 2     | Lydia Sutherland (19 ans, Godmanchester)           | Prière - Les Sœurs Boulay          |       | —     |       | —     |
| 3     | Jérome Casabon (28 ans, Québec)                    | Le temps passe - Vincent Vallières |       |       | —     | —     |
| 4     | Mégane Cyr (22 ans, Saint-Hyacinthe)               | Lady Marmalade - Nanette Workman   | —     | —     | —     | —     |
| 5     | Karelle Girard-Huneault (22 ans, Blainville)       | Va-t-en pas - Richard Desjardins   |       |       | —     | —     |
| 6     | Édouard Lagacé (23 ans, Cowansville)               | Dancing on my Own - Robyn          |       |       |       |       |
| 7     | Julien Belhumeur (25 ans, Notre-Dame-des-Prairies) | Hey Ya! - Outkast                  | —     | —     | —     | —     |
| 8     | Karine Labelle (26 ans, Huberdeau)                 | Stronger Than Me - Amy Winehouse   |       |       | —     |       |
| 9     | Carl Miguel Maldonado (26 ans, Mascouche)          | Photograph - Ed Sheeran            | —     |       |       |       |
| 10    | Miranda Martin (27 ans, Québec)                    | Let's Get Loud - Jennifer Lopez    | —     |       | —     | —     |
| 11    | Mathieu-Philippe Perras (28 ans, Montréal)         | Toujours vivant - Gerry Boulet     | —     | —     | —     | —     |
| 12    | Leah West (43 ans, Kelowna, Colombie-Britannique)  | Helium - Sia                       | —     |       |       | —     |
| 13    | Mathilde Laurier (32 ans, Montréal)                | N'importe quoi - Éric Lapointe     | —     | —     | —     | —     |
| 14    | Sami Chaouki (20 ans, Montréal)                    | Lonely Boy - The Black Keys        |       |       |       |       |

#### Épisode 5
| Ordre | Participant (âge, ville)                                         | Chanson                              | Choix | Choix | Choix | Choix |
| Ordre | Participant (âge, ville)                                         | Chanson                              | Alex  | Éric  | Lara  | Garou |
| ----- | ---------------------------------------------------------------- | ------------------------------------ | ----- | ----- | ----- | ----- |
| 1     | Emmanuel Creis (37 ans, Les Fougerêts, France)                   | To Be With You - Mr. Big             |       |       |       |       |
| 2     | Maxime Moranville et Mélissa Lussier (40 ans/38 ans, Blainville) | On leur a fait croire - Alex Nevsky  | —     | —     | —     | —     |
| 3     | Élisabeth Alain (15 ans, Les Cèdres)                             | Bruises - Lewis Capaldi              |       | —     | —     | —     |
| 4     | Yann Brassard (24 ans, Baie-Saint-Paul)                          | Man in the Mirror - Michael Jackson  |       | —     |       | —     |
| 5     | Katrina Robert (26 ans, Chelsea)                                 | Voodoo Woman - Koko Taylor           |       |       |       |       |
| 6     | Doressa Dorcilhomme (21 ans, Ottawa, Ontario)                    | La deuxième voix - Ginette Reno      | —     | —     | NC    | —     |
| 7     | VanWho (29 ans, Québec)                                          | Dormir dehors - Daran et les chaises |       |       | NC    |       |
| 8     | Mélodie Spear (20 ans, Québec)                                   | Love Her Madly - The Doors           | NC    | —     | NC    | —     |
| 9     | Samuel Babineau (21 ans, Lévis)                                  | Need the Sun to Break - James Bay    | NC    |       | NC    |       |
| 10    | Cherylyn Toca (27 ans, Québec)                                   | Je t'aime - Lara Fabian              | NC    |       | NC    | —     |
| 11    | Sabrina Ramos (34 ans, Montréal)                                 | Amoureuse - Véronique Sanson         | NC    |       | NC    |       |
| 12    | Alex Météore (23 ans, Saint-Jérôme)                              | Tout - Amylie                        | NC    |       | NC    | NC    |

### Les duels
Encore une fois cette saison-ci, les coachs sont assistés d'un mentor lors de l'étape des duels. Il s'agit de Yann Perreau  dans l'équipe d'Alex Nevsky, de Kevin Parent dans l'équipe     d'Éric Lapointe, de Laurence Jalbert dans l'équipe de Lara Fabian et de Nanette Workman dans l'équipe de Garou. 

#### Épisode 6
Le participant est sauf
 Le participant est éliminé
 Le participant perd son duel, mais est volé par un autre coach
| Ordre | Coach | Artistes              | Artistes            | Chanson                                                  | Vols | Vols | Vols | Vols  |
| Ordre | Coach | Artistes              | Artistes            | Chanson                                                  | Alex | Éric | Lara | Garou |
| ----- | ----- | --------------------- | ------------------- | -------------------------------------------------------- | ---- | ---- | ---- | ----- |
| 1     | Éric  | Emmanuel Creis        | Stéphanie Veillette | It's Only Love - Bryan Adams                             | —    | NC   | —    | —     |
| 2     | Alex  | Elodie Bégin          | VanWho              | Reste là - Éric Lapointe                                 | NC   | —    |      | —     |
| 3     | Garou | Jordane Labrie        | Karine Labelle      | Sorry Not Sorry - Demi Lovato                            |      |      | —    | NC    |
| 4     | Lara  | Julien Charbonneau    | Pamela Boyer        | J'irai où tu iras - Céline Dion et Jean-Jacques Goldman  | —    | —    | NC   | —     |
| 5     | Éric  | Alex Météore          | Chadia Kikondjo     | Les uns contre les autres - Starmania/Fabienne Thibeault |      | NC   | —    | —     |
| 6     | Alex  | Édouard Lagacé        | Nicolas Grynzspan   | Free Fallin' - Tom Petty                                 | NC   | —    | —    | —     |
| 7     | Garou | Carl Miguel Maldonado | Ceeko               | Respire - Jonas                                          | —    | —    | —    | NC    |
| 8     | Lara  | Miriam Baghdassarian  | Katrina Robert      | Hurt - Christina Aguilera                                | —    | —    | NC   | —     |

#### Épisode 7
Le participant est sauf
 Le participant est éliminé
 Le participant perd son duel, mais est volé par un autre coach
| Ordre | Coach | Artistes         | Artistes                | Chanson                                  | Vols | Vols | Vols | Vols  |
| Ordre | Coach | Artistes         | Artistes                | Chanson                                  | Alex | Éric | Lara | Garou |
| ----- | ----- | ---------------- | ----------------------- | ---------------------------------------- | ---- | ---- | ---- | ----- |
| 1     | Alex  | Élisabeth Alain  | Mario Cyr               | Love The Way You Lie - Rihanna et Eminem | NC   | —    | —    | —     |
| 2     | Lara  | Félix Lemelin    | Josh Adams              | Aux portes du matin - Richard Séguin     | —    | —    | NC   |       |
| 3     | Éric  | Jonathan Freeman | Jérome Casabon          | Mad World - Tears for Fears              | —    | NC   | —    | —     |
| 4     | Garou | Sabrina Ramos    | Sami Chaouki            | Là-bas - Jean-Jacques Goldman            | —    | —    | —    | NC    |
| 5     | Alex  | Cherry Lena      | Karelle Girard-Huneault | Debout - Ariane Moffatt                  | NC   | —    | —    | —     |
| 6     | Lara  | Chloé Doyon      | Redgee                  | Dusk Till Dawn - Zayn et Sia             |      |      | NC   |       |
| 7     | Éric  | Cherylyn Toca    | Miranda Martin          | Encore un soir - Céline Dion             | —    | NC   | —    | NC    |
| 8     | Garou | Kelly Bado       | Yama Laurent            | Let It Be - The Beatles                  |      |      |      | NC    |

#### Épisode 8
Le participant est sauf
 Le participant est éliminé
 Le participant perd son duel, mais est volé par un autre coach
| Ordre | Coach | Artistes                 | Artistes                   | Chanson                                                          | Vols | Vols | Vols | Vols  |
| Ordre | Coach | Artistes                 | Artistes                   | Chanson                                                          | Alex | Éric | Lara | Garou |
| ----- | ----- | ------------------------ | -------------------------- | ---------------------------------------------------------------- | ---- | ---- | ---- | ----- |
| 1     | Garou | Emma Lépine              | Maude Brodeur              | Un garçon pas comme les autres (Ziggy) - Starmania / Céline Dion | —    | —    | NC   | NC    |
| 2     | Alex  | Ben Alexander            | Deidra Chois et Ben Cherry | Young, Dumb, and Broke - Khalid                                  | NC   | —    | NC   | NC    |
| 3     | Lara  | Jean-Alexandre Boisclair | Yann Brassard              | Too Good at Goodbyes - Sam Smith                                 |      |      | NC   | NC    |
| 4     | Éric  | Rebecka Lussier          | Valérie Arsenault          | Calvaire - La Chicane                                            | NC   | NC   | NC   | NC    |
| 5     | Garou | Samuel Babineau          | Samuel Jean                | Iris - Goo Goo Dolls                                             | NC   |      | NC   | NC    |
| 6     | Alex  | Antoine Lachance         | Lydia Sutherland           | C'est écrit - Francis Cabrel                                     | NC   | NC   | NC   | NC    |
| 7     | Lara  | Leah West                | Krystel Mongeau            | Si jamais j'oublie - Zaz                                         | NC   | NC   | NC   | NC    |
| 8     | Éric  | Jesse Proteau            | Noémie Lafortune           | What About Us - Pink                                             | NC   | NC   | NC   | NC    |

### Les chants de bataille

#### Épisode 9
Le participant est sauvé
 Le participant est éliminé
Après les Duels, chaque équipe compte 8 candidats. Le coach en choisit 5, qui vont directement aux Directs, en mettant les 3 autres en danger. Chaque candidat chante sa chanson (qu'il a lui-même choisie), et le coach ne peut en garder qu'un seul, qui prendra la sixième et dernière place de l'équipe pour les directs.
| Ordre | Coach         | Participant(e)       | Chanson                                        |
| ----- | ------------- | -------------------- | ---------------------------------------------- |
| 1     | Éric Lapointe | Alex Météore         | Une sorte d'église - Daran                     |
| 2     | Éric Lapointe | Rebecka Lussier      | Vivre avec celui qu'on aime - Francine Raymond |
| 3     | Éric Lapointe | Samuel Jean          | Waiting on the World to Change - John Mayer    |
| 4     | Lara Fabian   | Miriam Baghdassarian | Formidable - Stromae                           |
| 5     | Lara Fabian   | Leah West            | Je te promets - Johnny Hallyday                |
| 6     | Lara Fabian   | Pamela Boyer         | The Show Must Go On - Queen                    |
| 7     | Alex Nevsky   | Chadia Kikondjo      | Dernière danse - Indila                        |
| 8     | Alex Nevsky   | Édouard Lagacé       | Hold Back the River - James Bay                |
| 9     | Alex Nevsky   | VanWho               | Bull's Eye - Louis-Jean Cormier                |
| 10    | Garou         | Emma Lépine          | Le columbarium - Pierre Lapointe               |
| 11    | Garou         | Josh Adams           | Faire la paix avec l'amour - Dany Bédar        |
| 12    | Garou         | Sami Chaouki         | Alright - Jordan Rakei                         |

### Les Directs
À partir de maintenant, les 4 derniers épisodes sont diffusés en direct.
 Le participant est sauvé
 Le participant est éliminé

#### Épisode 10
Marc Dupré a chanté avec les douze candidats, au début de l'épisode.
| Ordre | Coach         | Participant(e)           | Chanson                                        | Points (coach) | Points (public) | Points (total) |
| ----- | ------------- | ------------------------ | ---------------------------------------------- | -------------- | --------------- | -------------- |
| 1     | Garou         | Chloé Doyon              | The Greatest - Sia                             | 34             | 24              | 58             |
| 2     | Garou         | Sami Chaouki             | Femme Like U - K-Maro                          | 31             | 5               | 36             |
| 3     | Garou         | Yama Laurent             | Ils s'aiment - Daniel Lavoie                   | 35             | 71              | 106            |
| 4     | Lara Fabian   | Jean-Alexandre Boisclair | Hymne à l'amour - Édith Piaf                   | 32             | 14              | 46             |
| 5     | Lara Fabian   | Miriam Baghdassarian     | Take Me to Church - Hozier                     | 35             | 54              | 89             |
| 6     | Lara Fabian   | Redgee                   | Si seulement je pouvais lui manquer - Calogero | 33             | 32              | 65             |
| 7     | Éric Lapointe | Cherylyn Toca            | Les feuilles mortes - Yves Montand             | 31             | 26              | 57             |
| 8     | Éric Lapointe | Jesse Proteau            | Impossible - Shontelle                         | 35             | 26              | 61             |
| 9     | Éric Lapointe | Karine Labelle           | Une chance qu'on s'a - Jean-Pierre Ferland     | 34             | 48              | 82             |
| 10    | Alex Nevsky   | Cherry Lena              | I Put a Spell on You - Screamin' Jay Hawkins   | 35             | 23              | 58             |
| 11    | Alex Nevsky   | Édouard Lagacé           | Il y a tant à faire - Daniel Bélanger          | 32             | 41              | 73             |
| 12    | Alex Nevsky   | Mario Cyr                | Enfant de l'asphalte - Koriass                 | 33             | 36              | 69             |

#### Épisode 11
Serena Ryder a chanté avec les douze candidats, au début de l'épisode.
| Ordre | Coach         | Participant(e)        | Chanson                                           | Points (coach) | Points (public) | Points (total) |
| ----- | ------------- | --------------------- | ------------------------------------------------- | -------------- | --------------- | -------------- |
| 1     | Alex Nevsky   | Antoine Lachance      | La saison des pluies - Patrice Michaud            | 35             | 11              | 46             |
| 2     | Alex Nevsky   | Ben Alexander         | Chandelier - Sia                                  | 32             | 8               | 40             |
| 3     | Alex Nevsky   | Yann Brassard         | Alors on danse- Stromae                           | 33             | 81              | 114            |
| 4     | Garou         | Carl Miguel Maldonado | Caruso - Lucio Dalla                              | 32             | 14              | 46             |
| 5     | Garou         | Jordane Labrie        | Le pénitencier - Johnny Hallyday                  | 33             | 22              | 55             |
| 6     | Garou         | Samuel Babineau       | You Found Me - The Fray                           | 35             | 64              | 99             |
| 7     | Lara Fabian   | Elodie Bégin          | Le blues du businessman - Starmania/Claude Dubois | 30             | 16              | 46             |
| 8     | Lara Fabian   | Félix Lemelin         | Angel - Sarah McLachlan                           | 38             | 40              | 78             |
| 9     | Lara Fabian   | Kelly Bado            | S'il suffisait d’aimer - Céline Dion              | 32             | 44              | 76             |
| 10    | Éric Lapointe | Alex Météore          | De la chambre au salon - Harmonium                | 27             | 3               | 30             |
| 11    | Éric Lapointe | Jonathan Freeman      | Fade - Lewis Capaldi                              | 35             | 62              | 97             |
| 12    | Éric Lapointe | Stéphanie Veillette   | Amoureuse - Marjo                                 | 38             | 35              | 73             |

### Demi-finale
Roch Voisine a chanté avec les huit candidats, au début de l'épisode.
| Ordre | Coach         | Participant(e)       | Chanson                                         | Points (public) |
| ----- | ------------- | -------------------- | ----------------------------------------------- | --------------- |
| 1     | Lara Fabian   | Félix Lemelin        | When We Were Young - Adele                      | 24              |
| 2     | Lara Fabian   | Miriam Baghdassarian | Il est où le bonheur - Christophe Maé           | 76              |
| 3     | Éric Lapointe | Jonathan Freeman     | La voix que j'ai - Offenbach                    | 59              |
| 4     | Éric Lapointe | Karine Labelle       | I Don't Want to Miss a Thing - Aerosmith        | 41              |
| 5     | Alex Nevsky   | Édouard Lagacé       | On s'est aimé à cause - Céline Dion             | 38              |
| 6     | Alex Nevsky   | Yann Brassard        | Superstition - Stevie Wonder                    | 62              |
| 7     | Garou         | Samuel Babineau      | La Ballade de Jean Batailleur - Zachary Richard | 27              |
| 8     | Garou         | Yama Laurent         | A Change Is Gonna Come - Sam Cooke              | 73              |

### Finale
| Coach         | Participant(e)       | Pourcentages des votes | Chanson        | Auteur / Compositeur                                       |
| ------------- | -------------------- | ---------------------- | -------------- | ---------------------------------------------------------- |
| Lara Fabian   | Miriam Baghdassarian | 20                     | Je veux donner | Lara Fabian                                                |
| Éric Lapointe | Jonathan Freeman     | 7                      | Ouvre-moi      | Éric Lapointe, Michel Rivard, Stéphane Dufour              |
| Alex Nevsky   | Yann Brassard        | 13                     | Amanda         | Jonathan Harnois, Alex Nevsky, Yann Perreau, Yann Brassard |
| Garou         | Yama Laurent         | 60                     | Un peu de nous | Garou, David Nathan                                        |